# Pérama (ort i Grekland, Epirus)
Pérama (Perama) är en ort i Grekland.   Den ligger i prefekturen Nomós Ioannínon och regionen Epirus, i den nordvästra delen av landet, 300 km nordväst om huvudstaden Aten. Pérama ligger 477 meter över havet och antalet invånare är 1 841. Den ligger vid sjön Límni Pamvótida.
Terrängen runt Pérama är varierad. Runt Pérama är det mycket tätbefolkat, med 1 056 invånare per kvadratkilometer. Närmaste större samhälle är Ioánnina, 3,2 km söder om Pérama. Trakten runt Pérama består till största delen av jordbruksmark.